# 萝塞拉·格雷戈里奥
萝塞拉·格雷戈里奥（義大利語：Rossella Gregorio，1990年8月30日—），意大利女子击剑运动员。她曾代表意大利参加2016年和2020年夏季奥林匹克运动会击剑比赛，两届比赛均在女子团体佩剑项目上获得第四名。